# Отамва (Ајова)
Отамва (енгл. Ottumwa) град је у америчкој савезној држави Ајова. По попису становништва из 2010. у њему је живело 25.023 становника.

## Демографија
Према попису становништва из 2010. у граду је живело 25.023 становника, што је 25 (0,1%) становника више него 2000. године.
| Група             | 2000.          | 2010.          |
| Белци             | 23.514 (94,1%) | 21.102 (84,3%) |
| Афроамериканци    | 318 (1,3%)     | 469 (1,9%)     |
| Азијати           | 196 (0,8%)     | 213 (0,9%)     |
| Хиспаноамериканци | 691 (2,8%)     | 2.840 (11,3%)  |
| Укупно            | 24.998         | 25.023         |